# Le Saule Pendu
Le Saule Pendu is een heuvel nabij Buissenal in de Belgische provincie Henegouwen. De helling is uitgevoerd in kasseien .

## Wielrennen
De helling wordt onder andere beklommen in de Grinta! Challenge - La Tournay voor wielertoeristen. In het verleden was deze helling ook opgenomen in de Altebra - De Muur Classic half mei. De klim begint op de Route d'Ath op asfalt om na 400 meter links weg te draaien. De bestrating in kasseien was in de voorbije jaren dermate verzakt dat opname in een cyclotoeristische toer niet aangewezen was, maar intussen is de weg volledig gerenoveerd en terug opgenomen in de Altebra-Classic 2017 op 20 mei. Vooral na de kasseien volgt een nog even stekelige strook in asfalt 'Rue due Haut-Breucq' door het bos. Daar ligt het hoogste hellingspercentage - 19 % - op 100 meter van de top.
Ook zit ze in de bewegwijzerde Route des Collines voor recreatieve fietsers.